# J.J. Cale
J.J. Cale (også JJ Cale, født John Weldon Cale, 5. december 1938 – 26. juli 2013) var en amerikansk musiker, sanger og sangskriver. Han var en af skaberne af en musikgenre med blues-, country- og jazz-påvirkninger.
Hans sange er blevet udført af mange andre musikere, herunder "After Midnight" og "Cocaine" af Eric Clapton, "Cajun Moon" af Randy Crawford og Hanne Boel, "Clyde" og "Louisiana Women" af Waylon Jennings, "Call Me the Breeze" og "I Got the Same Old Blues" af Lynyrd Skynyrd, "Sensitive Kind" af Carlos Santana, "Same Old Blues" af Captain Beefheart og “Thirteen Days” af Tom Petty and the Heartbreakers.
Hans første album Naturally indeholdt hans største amerikanske hit "Crazy Mama", som nåede nummer 22 på Billboard Hot 100.
J.J. Cale døde den 26. juli 2013 på Scripps Hospital i La Jolla, Californien efter en blodprop i hjertet.

## Diskografi
- Naturally (1972)
- Really (1973)
- Okie (1974)
- Troubadour (1976)
- 5 (1979)
- Shades (1981)
- Grasshopper (1982)
- #8 (1983)
- Travel-Log (1989)
- Number 10 (1992)
- Closer to You (1994)
- Guitar Man (1996)
- To Tulsa and Back (2004)
- The Road to Escondido (2006) (med Eric Clapton)
- Roll On (2009)